# Consejo Presidencial de Libia
El Consejo Presidencial de Libia (en árabe: المجلس الرئاسي‎) es un organismo formado bajo los términos del Acuerdo Político Libio firmado el 17 de diciembre de 2015 en la ciudad de Sjirat (Marruecos), para ser validado por la Cámara de Representantes. El Acuerdo Político Libio establece que el Consejo Presidencial es un órgano colegiado que desempeña las funciones de jefe de Estado del Estado de Libia y asume el mando de las Fuerzas Armadas Nacionales Libias. El acuerdo fue aprobado por unanimidad por el Consejo de Seguridad de las Naciones Unidas que acogió con satisfacción la formación del Consejo Presidencial y reconoció que el Gobierno de Acuerdo Nacional (GNA) es el único gobierno ejecutivo legítimo de Libia. El Consejo Presidencial preside dicho Gobierno.
El Consejo Presidencial libio ha tenido dos formaciones desde 2016 hasta 2021: primero, un Consejo de 9 miembros, desde 2015 hasta febrero de 2021; y una nueva fórmula, contando con solo 3 miembros, desde febrero-marzo de 2021    

## Historia
Desde 2014, dos gobiernos, uno en Trípoli y otro en Tobruk, han competido por el poder. El gobierno de Tobruk fue reconocido por la comunidad internacional antes de la formación del Consejo Presidencial.

## Estructura
El Consejo Presidencial tiene nueve miembros y sus procedimientos son dirigidos por un presidente respaldado por cinco vicepresidentes y tres ministros, provenientes de distintos sectores. Cualquier decisión tomada por el Consejo debe ser aprobada por unanimidad por su Presidente y todos sus Vicepresidentes.

## Localización
El Presidente del Consejo, Fayez al-Sarraj (exmiembro del parlamento en Tobruk), y otros siete miembros del consejo llegaron a Trípoli el 30 de marzo de 2016. Al día siguiente, se informó que el Gobierno de Acuerdo Nacional había tomado el control de las oficinas del primer ministro y que el gobierno rival del Congreso General Nacional había huido a Misrata. El 5 de abril, el Congreso General Nacional anunció que renunciaba, "cesaba sus operaciones" y cedía el poder al Consejo Presidencial.

## Miembros
Listado de miembros del Consejo hacia el 30 de marzo de 2016:
| Miembro              | Cargo          | Inicio              | Circunscripción                            |
| -------------------- | -------------- | ------------------- | ------------------------------------------ |
| Fayez al-Sarraj      | Presidente     | 30 de marzo de 2016 | GNA                                        |
| Musa Al-Koni Balkany | Vicepresidente | 30 de marzo de 2016 | Libia Austral                              |
| Fathi Al Majbari     | Vicepresidente | 30 de marzo de 2016 | Guardias de Instalaciones Petroleras (PFG) |
| Abdulsalam Kajman    | Vicepresidente | 30 de marzo de 2016 | Hermanos Musulmanes                        |
| Ahmad Mitig          | Vicepresidente | 30 de marzo de 2016 | Misrata y GNA                              |
| Ali Faraj Qatrani    | Vicepresidente | 30 de marzo de 2016 | Fuerzas Armadas Nacionales Libias          |
| Omar Al-Aswad        | Ministro       | 30 de marzo de 2016 | Zintan y Libia Occidental                  |
| Ahmad Hamza Al-Mahdi | Ministro       | 30 de marzo de 2016 |                                            |
| Muhammad Al Mimary   | Ministro       | 30 de marzo de 2016 | GNA                                        |

El 5 de febrero de 2021, el Consejo fue renovado de la siguiente manera por iniciativa del Foro de Diálogo Político Libio bajo la supervisión de la ONU:
| Miembro          | Cargo                          | Inicio | Final | Circunscripción |
| ---------------- | ------------------------------ | ------ | ----- | --------------- |
| Mohamed al-Menfi | Presidente                     |        |       |                 |
| Abdullah al-Lafi | Vicepresidente de Tripolitania |        |       |                 |
| Musa Al-Koni     | Vicepresidente de Fezzan       |        |       |                 |